# Potenza Calcio 2018-2019
Questa voce raccoglie le informazioni riguardanti il Potenza Calcio nelle competizioni ufficiali della stagione 2018-2019.

## Stagione
Il club, dopo aver vinto il girone H della Serie D nell'annata precedente, ritorna in questa stagione nel professionismo per la prima volta dall'amaro campionato di Lega Pro Prima Divisione 2009-2010, in cui il Potenza fu declassato d'ufficio all'ultimo posto per illecito sportivo. In questa stagione torna anche a disputarsi il derby della Basilicata contro il Matera, dopo l'ultima edizione risalente al campionato di Serie D 2012-2013.
La squadra, sebbene capace di superare agevolmente la fase a gironi della Coppa Italia Serie C nel mese di Agosto, inizia il campionato in sofferenza, totalizzando solo 2 pareggi e 2 sconfitte nelle prime 4 partite disputate. A farne le spese sono il tecnico Nicola Ragno, esonerato e sostituito alla vigilia della sesta giornata dal tecnico siciliano Giuseppe Raffaele, ed il direttore sportivo Vincenzo De Santis, che lascia la società assieme all'allenatore. La nuova gestione tecnica riesce a migliorare i risultati in campionato, ottenendo il nono posto al termine del girone di andata e mantenendo l'imbattibilità casalinga fino alla pesante sconfitta interna contro il Catanzaro, che interrompe una striscia di risultati interni utili del Potenza di 38 partite. Nonostante nel mese di febbraio la squadra venga eliminata ai quarti di finale di Coppa Italia Serie C dal Trapani, pur avendo offerto una buona prestazione sul campo, nei primi mesi del 2019 riesce a rimanere imbattuta in campionato per ben 13 partite, arrivando ad occupare il quinto posto in classifica ed interrompendo la nuova serie positiva di risultati solo alla trentacinquesima giornata, perdendo per 2 a 1 di nuovo contro il Trapani. Il campionato termina con il mantenimento del quinto posto assoluto, con il maggior numero di partite pareggiate tra tutte le compagini del girone C (ben 15) e l'accesso ai play-off di girone, ottenendo il miglior risultato sportivo dalla stagione 1970-1971. Dopo aver superato i play-off di girone eliminando Rende e Virtus Francavilla, la stagione del Potenza si conclude con l'eliminazione ai quarti di finale dei play-off nazionali per mano del Catania, a seguito di due pareggi nel doppio confronto che qualificano la squadra siciliana grazie alla migliore posizione ottenuta in classifica.

## Divise e sponsor
Lo sponsor principale per questa stagione è la BCC Basilicata, istituto di credito impegnato anche in iniziative di solidarietà in collaborazione con il Potenza Calcio.
Le maglie ufficiali, fornite dallo sponsor tecnico Erreà, hanno i tradizionali colori rosso e blu, ma invece delle classiche strisce verticali presentano dei motivi decorativi a forma di graffio, a voler richiamare il leone, simbolo della società. Altro particolare è la presenza sulle casacche del motto latino Hic sunt leones, sempre in riferimento al simbolo societario.
| Casa | Trasferta | Terza divisa |

## Organigramma Societario
Di seguito sono riportati i membri dello staff del Potenza Calcio nella stagione 2018-2019.
Area direttiva
- Soci: Salvatore Caiata, Maurizio Fontana, Antonio Iovino
- Presidente: Salvatore Caiata
- Vicepresidente e responsabile settore giovanile: Maurizio Fontana
- Vicepresidente: Antonio Iovino
- Amministratore Delegato: Daniele Flammia
- Direttore generale: Daniele Flammia
- Direttore sportivo: Vincenzo De Santis fino al 08/10/2018[6], poi carica vacante
- Dirigente responsabile di gestione: Daniele Flammia
- Responsabile amministrazione, finanze e controllo: Vincenzo Summa

Area organizzativa
- Segretario generale: Giuseppe Sipone
- Segretario settore giovanile: Carolina Barone
- Delegato per la sicurezza: Giacomo Formoso
- Vice-delegato per la sicurezza: Marciano D'Avino
- Slo: Cristiano Laviero

Area comunicazione
- Responsabile ufficio stampa: Manuel Scalese
- Responsabile marketing, comunicazioni: Valentina Rubinetti
- Addetto stampa: Giovanni Caporale

Staff tecnico
- Allenatore: Nicola Ragno fino al 08/10/2018, poi Giuseppe Raffaele[6]
- Allenatore in seconda: Giuseppe Leonetti
- Allenatore dei portieri: Giuseppe Catalano
- Preparatore atletico prima squadra: Luigi Romano
- Team manager: Giuseppe Lolaico
- Allenatore Berretti: Luigi Amleto Garzya fino al 22/03/2019, poi Manuel Scalese[20]
- Allenatore in seconda Berretti: Manuel Scalese
- Allenatore Under-17 nazionale: Giuseppe Cirone
- Allenatore in seconda Under-17 nazionale: Massimo Sabia
- Allenatore Under-15 nazionale: Cristiano Lauria
- Allenatore in seconda Under-15 nazionale: Antonio Paradiso
- Collaboratore tecnico: Giuseppe Alberga, poi Francesco Trimarchi[21][22]
- Addetto agli arbitri: Francesco Pascarelli

Staff medico
- Medico sociale: Francesco Miele
- Fisioterapsita e osteopata: Nicola Castelluccio
- Medico squadra: Lorenzo Passarelli
- Medico squadra: Francesco Pinto
- Ortopedico: Giacomo Placella
- Massaggiatore: Ivano Radice
- Riatletizzatore: Andrea Santarsiero
- Gastroenterologo: Raffaele Manta

## Rosa
Di seguito è riportata la rosa del Potenza Calcio nella stagione 2018-2019.
| N. |                    | Ruolo | Calciatore                        |
| -- | ------------------ | ----- | --------------------------------- |
| 1  | Canada (bandiera)  | P     | Sebastian Breza                   |
| 2  | Italia (bandiera)  | D     | Emmanuele Matino                  |
| 3  | Italia (bandiera)  | D     | Ciro Panico                       |
| 4  | Italia (bandiera)  | D     | Aldo Caiazza                      |
| 5  | Italia (bandiera)  | C     | Francesco Dettori (vice capitano) |
| 6  | Italia (bandiera)  | C     | Nicola Strambelli                 |
| 6  | Uruguay (bandiera) | D     | Antonio Sepe                      |
| 7  | Italia (bandiera)  | C     | Giuseppe Coccia                   |
| 8  | Italia (bandiera)  | C     | Marco Piccinni                    |
| 9  | Brasile (bandiera) | A     | Carlos França (capitano)          |
| 10 | Italia (bandiera)  | A     | Vincenzo Pepe                     |
| 10 | Italia (bandiera)  | A     | Jacopo Murano                     |
| 11 | Italia (bandiera)  | C     | Antonio Matera                    |
| 12 | Italia (bandiera)  | P     | Riccardo Mazzoleni                |
| 13 | Francia (bandiera) | D     | Maxime Giron                      |

| N. |                      | Ruolo | Calciatore              |
| -- | -------------------- | ----- | ----------------------- |
| 14 | Italia (bandiera)    | D     | Antonio Giosa           |
| 15 | Italia (bandiera)    | D     | Simone Sales            |
| 16 | Italia (bandiera)    | A     | Francesco Salvemini     |
| 18 | Italia (bandiera)    | C     | Simone Fanelli          |
| 18 | Italia (bandiera)    | C     | Manuel Ricci            |
| 20 | Italia (bandiera)    | C     | Alessio Leveque         |
| 21 | Italia (bandiera)    | A     | Giuseppe Genchi         |
| 22 | Italia (bandiera)    | P     | Raffaele Ioime          |
| 23 | Italia (bandiera)    | C     | Mario Coppola           |
| 24 | Italia (bandiera)    | D     | Antonio Bacio Terracino |
| 25 | Brasile (bandiera)   | D     | Emerson                 |
| 26 | Italia (bandiera)    | D     | Vincenzo Di Somma       |
| 28 | Argentina (bandiera) | A     | Facundo Lescano         |
| 29 | Italia (bandiera)    | A     | Sebastiano Longo        |
| 30 | Argentina (bandiera) | A     | Leandro Guaita          |

## Calciomercato

### Sessione estiva(dal 1/7 al 31/8)
| Acquisti | Acquisti            | Acquisti       | Acquisti   |
| R.       | Nome                | da             | Modalità   |
| -------- | ------------------- | -------------- | ---------- |
| P        | Raffaele Ioime      | Matera         | definitivo |
| D        | Stefan Đorđević     | Catania        | definitivo |
| D        | Aldo Caiazza        | Udinese        | definitivo |
| D        | Emerson             | Feralpisalò    | definitivo |
| D        | Antonio Giosa       | Alessandria    | definitivo |
| D        | Emmanuele Matino    | Parma          | prestito   |
| D        | Nicola Panebianco   | Bari           | definitivo |
| D        | Maxime Giron        | Bisceglie      | definitivo |
| D        | Simone Sales        | Teramo         | definitivo |
| C        | Nicola Strambelli   | Matera         | definitivo |
| C        | Francesco Dettori   | Feralpisalò    | definitivo |
| C        | Marco Piccinni      | Fidelis Andria | definitivo |
| C        | Simone Fanelli      | Taranto        | definitivo |
| C        | Antonio Matera      | Fidelis Andria | definitivo |
| C        | Alessio Leveque     | Akragas        | definitivo |
| A        | Giuseppe Genchi     | Monopoli       | definitivo |
| A        | Amil Gassama        | Gragnano       | definitivo |
| A        | Francesco Salvemini | Teramo         | definitivo |

| Cessioni | Cessioni             | Cessioni         | Cessioni      |
| R.       | Nome                 | a                | Modalità      |
| -------- | -------------------- | ---------------- | ------------- |
| P        | Alessandro Di Franco |                  | svincolato    |
| D        | Francesco Bertolo    | Siracusa         | svincolato    |
| D        | Davide Biancola      | Catania          | fine prestito |
| D        | Pietro Sicignano     | Gela             | svincolato    |
| D        | Gaetano Ungaro       |                  | svincolato    |
| D        | Illja Brjuchov       | Cagliari         | fine prestito |
| D        | Francesco Vaccaro    | Bari             | fine prestito |
| D        | Vito Russo           | Taranto          | fine prestito |
| D        | Stefan Đorđević      |                  | svincolato    |
| D        | Nicola Panebianco    |                  | svincolato    |
| C        | Gennaro Esposito     | Casarano         | svincolato    |
| C        | Ousmane Diop         | Campobasso       | svincolato    |
| C        | Mirko Guadalupi      | Team Altamura    | svincolato    |
| C        | Simone Schisciano    | Catania          | fine prestito |
| C        | Vincenzo Garofalo    | Pisa             | fine prestito |
| C        | Emanuel Manno        | Fidelis Andria   | prestito      |
| A        | Giuseppe Siclari     | Audace Cerignola | svincolato    |
| A        | Riccardo Berardino   |                  | svincolato    |
| A        | Pierpaolo Di Senso   | FC Francavilla   | svincolato    |
| A        | Domenico Mistretta   | Palmese          | svincolato    |
| A        | Amil Gassama         | Gragnano         | prestito      |

### Operazioni tra la sessione estiva e quella invernale
| Acquisti | Acquisti | Acquisti | Acquisti |
| R.       | Nome     | da       | Modalità |
| -------- | -------- | -------- | -------- |

| Cessioni | Cessioni       | Cessioni | Cessioni              |
| R.       | Nome           | a        | Modalità              |
| -------- | -------------- | -------- | --------------------- |
| C        | Simone Fanelli |          | rescissione contratto |

### Sessione invernale(dal 3/01 al 31/01)
| Acquisti | Acquisti                | Acquisti | Acquisti   |
| R.       | Nome                    | da       | Modalità   |
| -------- | ----------------------- | -------- | ---------- |
| D        | Antonio Sepe            | Matera   | definitivo |
| C        | Manuel Ricci            | Matera   | definitivo |
| A        | Facundo Lescano         | Parma    | prestito   |
| A        | Antonio Bacio Terracino | Teramo   | definitivo |
| A        | Sebastiano Longo        | Parma    | prestito   |

| Cessioni | Cessioni            | Cessioni   | Cessioni                         |
| R.       | Nome                | a          | Modalità                         |
| -------- | ------------------- | ---------- | -------------------------------- |
| D        | Aldo Caiazza        | AZ Picerno | prestito                         |
| D        | Maxime Giron        | Bisceglie  | prestito                         |
| C        | Nicola Strambelli   | Reggina    | definitivo                       |
| C        | Alessio Leveque     | Rieti      | definitivo                       |
| A        | Francesco Salvemini | Monopoli   | prestito con diritto di riscatto |
| A        | Vincenzo Pepe       | Avellino   | rescissione consensuale          |

### Operazioni successive alla sessione invernale
| Acquisti | Acquisti      | Acquisti   | Acquisti   |
| R.       | Nome          | da         | Modalità   |
| -------- | ------------- | ---------- | ---------- |
| A        | Jacopo Murano | svincolato | definitivo |

| Cessioni | Cessioni | Cessioni | Cessioni |
| R.       | Nome     | a        | Modalità |
| -------- | -------- | -------- | -------- |

## Risultati

### Serie C

#### Girone d'andata
| Arbitro: | Carella (Bari) |

|                   |           |  |
| Ciccone 7’ (rig.) | Marcatori |  |

| Potenza 22 settembre 2018, ore 20:30 CEST 2ª giornata | Potenza       | 0 – 0 referto | Monopoli | Stadio Alfredo Viviani (4 415 spett.)\| Arbitro: \| Longo[80] (Paola) \| |
| Arbitro:                                              | Longo (Paola) |               |          |                                                                          |

| Arbitro: | Rutella (Enna) |

|                                                   |           |  |
| Melara 9’ Carlini 67’ Allievi 79’ El Ouazni 90+2’ | Marcatori |  |

| 29 settembre 2018 4ª giornata - Turno di riposo |  | – |  |  |

| Arbitro: | Lorenzin (Castelfranco Veneto) |

|               |           |           |
| Emerson 45+2’ | Marcatori | 54’ Piana |

| Arbitro: | Marcenaro (Genova) |

|  |           |                 |
|  | Marcatori | 23’, 27’ França |

| Arbitro: | Pasciuta (Ravenna) |

|                   |           |                 |
| França 33’ (rig.) | Marcatori | 84’ Sandomenico |

| Arbitro: | Zingarelli (Siena) |

|  |           |            |
|  | Marcatori | 20’ Genchi |

| Arbitro: | Gariglio (Pinerolo) |

|                             |           |            |
| Rossetti 17’ D'Angelo 90+1’ | Marcatori | 63’ França |

| Arbitro: | Marchetti (Ostia Lido) |

|                                      |           |               |
| França 12’ Strambelli 26’ Guaita 57’ | Marcatori | 38’ Biagianti |

| Arbitro: | Marini (Trieste) |

|             |           |                                                  |
| Todorov 10’ | Marcatori | 3’ França 20’ Emerson 35’, 44’ Genchi 56’ Guaita |

| Potenza 17 novembre 2018, ore 20:30 CET 12ª giornata | Potenza           | 0 – 0 referto | Matera | Stadio Alfredo Viviani (4 800 spett.)\| Arbitro: \| Amabile (Vicenza) \| |
| Arbitro:                                             | Amabile (Vicenza) |               |        |                                                                          |

| Arbitro: | Cascone (Nocera Inferiore) |

|              |           |           |
| Markić 90+2’ | Marcatori | 8’ Genchi |

| Arbitro: | D'Ascanio (Ancona) |

|                                |           |               |
| França 8’ Sales 40’ Guaita 52’ | Marcatori | 59’ Partipilo |

| Arbitro: | Vigile (Cosenza) |

|               |           |            |
| Palomeque 62’ | Marcatori | 25’ Genchi |

| Arbitro: | Cipriani (Empoli) |

|               |           |            |
| Salvemini 72’ | Marcatori | 81’ Corapi |

| Arbitro: | Sozza (Seregno) |

|               |           |  |
| Baldassin 56’ | Marcatori |  |

| Arbitro: | Natilla (Molfetta) |

|            |           |  |
| França 66’ | Marcatori |  |

| Arbitro: | Meraviglia (Pistoia) |

|          |           |  |
| Çani 30’ | Marcatori |  |

#### Girone di ritorno
| Arbitro: | Miele (Nola) |

|              |           |                                                          |
| Di Somma 69’ | Marcatori | 8’ Eklu 11’ Maita 45’ Fischnaller 60’ (rig.), 67’ D'Ursi |

| Arbitro: | Paterna (Teramo) |

|            |           |           |
| Mangni 24’ | Marcatori | 64’ Longo |

| Potenza 23 gennaio 2019, ore CET 22ª giornata | Potenza                | 0 – 0 referto | Juve Stabia | Stadio Alfredo Viviani (3 827 spett.)\| Arbitro: \| Marchetti (Ostia Lido) \| |
| Arbitro:                                      | Marchetti (Ostia Lido) |               |             |                                                                               |

| 27 gennaio 2019 23ª giornata - Turno di riposo |  | – |  |  |

| Arbitro: | Moriconi (Roma 2) |

|                              |           |                                      |
| Cesaretti 9’, 18’ Scarpa 13’ | Marcatori | 1’ França 52’ Longo 68’, 71’ Lescano |

| Potenza 10 febbraio 2019, ore CET 25ª giornata | Potenza           | 0 – 0 referto | Rende | Stadio Alfredo Viviani (3 085 spett.)\| Arbitro: \| Santoro (Messina) \| |
| Arbitro:                                       | Santoro (Messina) |               |       |                                                                          |

| Reggio Calabria 14 febbraio 2019, ore 20:30 CET 26ª giornata | Reggina            | 0 – 0 referto | Potenza | Stadio Oreste Granillo (7 078 spett.)\| Arbitro: \| Zingarelli (Siena) \| |
| Arbitro:                                                     | Zingarelli (Siena) |               |         |                                                                           |

| Arbitro: | Panettella (Bari) |

|                       |           |  |
| Ricci 35’ Emerson 70’ | Marcatori |  |

| Arbitro: | Meleleo (Casarano) |

|                               |           |                        |
| França 63’ (rig.) Emerson 82’ | Marcatori | 25’ Laezza 90+3’ Russo |

| Arbitro: | Miele (Torino) |

|               |           |           |
| Di Piazza 75’ | Marcatori | 36’ Giosa |

| Arbitro: | Zufferli (Udine) |

|            |           |  |
| França 86’ | Marcatori |  |

| Matera 17 marzo 2019 31ª giornata | Matera | 0 – 3 A tavolino | Potenza | Stadio XXI Settembre-Franco Salerno |

| Arbitro: | Maranesi (Ciampino) |

|           |           |  |
| Ricci 28’ | Marcatori |  |

| Brindisi 30 marzo 2019, ore 16:30 CET 33ª giornata | Virtus Francavilla | 0 – 0 referto | Potenza | Stadio Franco Fanuzzi (1 031 spett.)\| Arbitro: \| Feliciani (Teramo) \| |
| Arbitro:                                           | Feliciani (Teramo) |               |         |                                                                          |

| Arbitro: | Camplone (Pescara) |

|                                     |           |  |
| Longo 36’, 56’ Guaita 44’ Ricci 77’ | Marcatori |  |

| Arbitro: | Sozza (Seregno) |

|                     |           |              |
| Aloi 58’ Evacuo 68’ | Marcatori | 72’ Piccinni |

| Arbitro: | De Angeli (Abbiategrasso) |

|                       |           |               |
| Emerson 35’ Ricci 74’ | Marcatori | 90+1’ Damiani |

| Caserta 28 aprile 2019, ore 15:00 CEST 37ª giornata | Casertana      | 0 – 0 referto | Potenza | Stadio Alberto Pinto (1 500 spett.)\| Arbitro: \| Rutella (Enna) \| |
| Arbitro:                                            | Rutella (Enna) |               |         |                                                                     |

| Arbitro: | Giordano (Novara) |

|                       |           |  |
| Bacio Terracino 45+3’ | Marcatori |  |

### Spareggi

#### Prima fase
| Potenza 12 maggio 2019, ore 16:30 CEST Primo turno | Potenza                | 0 – 0 referto | Rende | Stadio Alfredo Viviani (3 161 spett.)\| Arbitro: \| Marchetti (Ostia Lido) \| |
| Arbitro:                                           | Marchetti (Ostia Lido) |               |       |                                                                               |

| Arbitro: | Sozza (Seregno) |

|                                                       |           |                |
| Tiritello 26’ (aut.) Piccinini 67’ Lescano 70’ (rig.) | Marcatori | 89’ Puntoriere |

#### Fase nazionale
| Arbitro: | Meraviglia (Pistoia) |

|              |           |              |
| França 90+2’ | Marcatori | 7’ Di Piazza |

| Arbitro: | Camplone (Pescara) |

|               |           |             |
| Di Piazza 78’ | Marcatori | 13’ Lescano |

### Coppa Italia Serie C

#### Fase a gironi - Girone L
| Squadra   | P.ti | G | V | N | P | GF | GS | DR |
| --------- | ---- | - | - | - | - | -- | -- | -- |
| Potenza   | 6    | 2 | 2 | 0 | 0 | 6  | 0  | +6 |
| Matera    | 3    | 2 | 1 | 0 | 1 | 3  | 3  | 0  |
| Bisceglie | 0    | 2 | 0 | 0 | 2 | 0  | 6  | -6 |

| Matera 8 agosto 2018, ore 17:30 CEST 1ª giornata | Matera       | 0 – 3 A tavolino | Potenza | Stadio XXI Settembre-Franco Salerno\| Arbitro: \| Miele (Nola) \| |
| Arbitro:                                         | Miele (Nola) |                  |         |                                                                   |

| Arbitro: | Marotta (Sapri) |

|                                      |           |  |
| Dettori 20’ Di Somma 81’ Emerson 88’ | Marcatori |  |

#### Fase a eliminazione diretta
| Arbitro: | Longo (Paola) |

|              |           |                       |
| Mastalli 84’ | Marcatori | 6’ Leveque 70’ Panico |

| Arbitro: | Longo (Paola) |

|                                             |                      |                                      |
| Longo Bacio Terracino Emerson Guaita Matera | Tiri di rigore 4 – 2 | Scoppa Mendicino Bastrini Donnarumma |

| Arbitro: | De Santis (Lecce) |

|            |           |  |
| Evacuo 89’ | Marcatori |  |

## Statistiche

### Statistiche di squadra
| Competizione         | P.ti             | In casa | In casa | In casa | In casa | In casa | In casa | In trasferta | In trasferta | In trasferta | In trasferta | In trasferta | In trasferta | Totale | Totale | Totale | Totale | Totale | Totale | D.R. |
| Competizione         | P.ti             | G       | V       | N       | P       | Gf      | Gs      | G            | V            | N            | P            | Gf           | Gs           | G      | V      | N      | P      | Gf     | Gs     | D.R. |
| -------------------- | ---------------- | ------- | ------- | ------- | ------- | ------- | ------- | ------------ | ------------ | ------------ | ------------ | ------------ | ------------ | ------ | ------ | ------ | ------ | ------ | ------ | ---- |
| Serie C              | 57               | 18      | 9       | 8       | 1       | 24      | 13      | 18           | 5            | 7            | 6            | 21           | 19           | 36     | 14     | 15     | 7      | 45     | 32     | +13  |
| Spareggi             | Quarti di finale | 3       | 1       | 2       | 0       | 4       | 2       | 1            | 0            | 1            | 0            | 1            | 1            | 4      | 1      | 3      | 0      | 5      | 3      | +2   |
| Coppa Italia Serie C | Quarti di finale | 2       | 1       | 1       | 0       | 3       | 0       | 3            | 2            | 0            | 1            | 5            | 2            | 5      | 3      | 1      | 1      | 8      | 2      | +6   |
| Totale               | 57               | 23      | 11      | 11      | 1       | 31      | 15      | 22           | 7            | 8            | 7            | 27           | 22           | 45     | 18     | 19     | 8      | 58     | 37     | +21  |

### Andamento in campionato
| Giornata  | 1  | 2  | 3  | 4  | 5  | 6  | 7  | 8  | 9  | 10 | 11 | 12 | 13 | 14 | 15 | 16 | 17 | 18 | 19 | 20 | 21 | 22 | 23 | 24 | 25 | 26 | 27 | 28 | 29 | 30 | 31 | 32 | 33 | 34 | 35 | 36 | 37 | 38 |
| --------- | -- | -- | -- | -- | -- | -- | -- | -- | -- | -- | -- | -- | -- | -- | -- | -- | -- | -- | -- | -- | -- | -- | -- | -- | -- | -- | -- | -- | -- | -- | -- | -- | -- | -- | -- | -- | -- | -- |
| Luogo     | T  | C  | T  | -  | C  | T  | C  | T  | T  | C  | T  | C  | T  | C  | T  | C  | T  | C  | T  | C  | T  | C  | -  | T  | C  | T  | C  | C  | T  | C  | T  | C  | T  | C  | T  | C  | T  | C  |
| Risultato | P  | N  | P  | -  | N  | V  | N  | V  | P  | V  | V  | N  | N  | V  | N  | N  | P  | V  | P  | P  | N  | N  | -  | V  | N  | N  | V  | N  | N  | V  | V  | V  | N  | V  | P  | V  | N  | V  |
| Posizione | 14 | 13 | 16 | 17 | 17 | 14 | 15 | 10 | 12 | 8  | 7  | 8  | 8  | 8  | 8  | 7  | 8  | 7  | 9  | 10 | 10 | 10 | 10 | 10 | 10 | 9  | 9  | 8  | 8  | 7  | 5  | 5  | 5  | 5  | 5  | 5  | 5  | 5  |

Legenda:

Luogo: C = Casa; T = Trasferta. Risultato: V = Vittoria; N = Pareggio; P = Sconfitta.

### Statistiche dei giocatori
Sono in corsivo i calciatori che hanno lasciato la società a stagione in corso.
| Giocatore          | Serie C  | Serie C | Serie C     | Serie C    | Spareggi | Spareggi | Spareggi    | Spareggi   | Coppa Italia Serie C | Coppa Italia Serie C | Coppa Italia Serie C | Coppa Italia Serie C | Totale   | Totale | Totale      | Totale     |
| Giocatore          | Presenze | Reti    | Ammonizioni | Espulsioni | Presenze | Reti     | Ammonizioni | Espulsioni | Presenze             | Reti                 | Ammonizioni          | Espulsioni           | Presenze | Reti   | Ammonizioni | Espulsioni |
| ------------------ | -------- | ------- | ----------- | ---------- | -------- | -------- | ----------- | ---------- | -------------------- | -------------------- | -------------------- | -------------------- | -------- | ------ | ----------- | ---------- |
| A. Bacio Terracino | 14       | 1       | 1           | 0          | 4        | 0        | 0           | 0          | 1                    | 0                    | 0                    | 0                    | 19       | 1      | 1           | 0          |
| S. Breza           | 8        | -6      | 1           | 0          | 0        | 0        | 0           | 0          | 5                    | -2                   | 0                    | 0                    | 13       | -8     | 1           | 0          |
| A. Caiazza         | 0        | 0       | 0           | 0          | 0        | 0        | 0           | 0          | 0                    | 0                    | 0                    | 0                    | 0        | 0      | 0           | 0          |
| G. Coccia          | 32       | 0       | 0           | 0          | 0        | 0        | 0           | 0          | 4                    | 0                    | 0                    | 0                    | 36       | 0      | 0           | 0          |
| M. Coppola         | 29       | 0       | 6           | 0          | 4        | 0        | 1           | 0          | 5                    | 0                    | 0                    | 0                    | 38       | 0      | 7           | 0          |
| F. Dettori         | 33       | 0       | 9           | 0          | 4        | 0        | 0           | 0          | 5                    | 1                    | 1                    | 0                    | 42       | 1      | 10          | 0          |
| V. Di Somma        | 28       | 1       | 3           | 1          | 2        | 0        | 0           | 0          | 4                    | 1                    | 0                    | 0                    | 34       | 2      | 3           | 1          |
| R. Emerson         | 35       | 5       | 3           | 0          | 4        | 0        | 0           | 0          | 5                    | 1                    | 1                    | 0                    | 44       | 6      | 4           | 0          |
| S. Fanelli         | 0        | 0       | 0           | 0          | 0        | 0        | 0           | 0          | 0                    | 0                    | 0                    | 0                    | 0        | 0      | 0           | 0          |
| C. França          | 29       | 11      | 0           | 2          | 2        | 1        | 0           | 0          | 4                    | 0                    | 0                    | 0                    | 35       | 12     | 0           | 2          |
| G. Genchi          | 28       | 5       | 4           | 1          | 4        | 0        | 0           | 0          | 5                    | 0                    | 0                    | 0                    | 37       | 5      | 4           | 1          |
| A. Giosa           | 12       | 1       | 3           | 0          | 2        | 0        | 0           | 0          | 3                    | 0                    | 2                    | 0                    | 17       | 1      | 5           | 0          |
| M. Giron           | 18       | 0       | 1           | 0          | 0        | 0        | 0           | 0          | 1                    | 0                    | 1                    | 0                    | 19       | 0      | 2           | 0          |
| L. Guaita          | 31       | 4       | 1           | 0          | 4        | 0        | 1           | 0          | 5                    | 0                    | 0                    | 0                    | 40       | 4      | 2           | 0          |
| R. Ioime           | 27       | -26     | 5           | 0          | 4        | -3       | 0           | 0          | 0                    | 0                    | 0                    | 0                    | 31       | -29    | 5           | 0          |
| F. Lescano         | 13       | 2       | 2           | 0          | 4        | 2        | 0           | 0          | 2                    | 0                    | 0                    | 0                    | 19       | 4      | 2           | 0          |
| A. Leveque         | 3        | 0       | 0           | 0          | 0        | 0        | 0           | 0          | 2                    | 1                    | 0                    | 0                    | 5        | 1      | 0           | 0          |
| S. Longo           | 12       | 4       | 1           | 0          | 4        | 0        | 0           | 0          | 1                    | 0                    | 0                    | 0                    | 17       | 4      | 1           | 0          |
| A. Matera          | 22       | 0       | 5           | 0          | 3        | 0        | 0           | 0          | 5                    | 0                    | 0                    | 0                    | 30       | 0      | 5           | 0          |
| E. Matino          | 14       | 0       | 1           | 0          | 0        | 0        | 0           | 0          | 2                    | 0                    | 0                    | 0                    | 16       | 0      | 1           | 0          |
| R. Mazzoleni       | 0        | 0       | 0           | 0          | 0        | 0        | 0           | 0          | 0                    | 0                    | 0                    | 0                    | 0        | 0      | 0           | 0          |
| J. Murano          | 3        | 0       | 1           | 0          | 0        | 0        | 0           | 0          | 1                    | 0                    | 0                    | 0                    | 4        | 0      | 1           | 0          |
| C. Panico          | 17       | 0       | 1           | 0          | 4        | 0        | 0           | 0          | 4                    | 1                    | 1                    | 0                    | 25       | 1      | 2           | 0          |
| V. Pepe            | 12       | 0       | 1           | 0          | 0        | 0        | 0           | 0          | 2                    | 0                    | 0                    | 0                    | 14       | 0      | 1           | 0          |
| M. Piccinni        | 32       | 1       | 3           | 0          | 3        | 1        | 1           | 0          | 4                    | 0                    | 1                    | 0                    | 39       | 2      | 5           | 0          |
| M. Ricci           | 14       | 4       | 3           | 0          | 4        | 0        | 0           | 0          | 2                    | 0                    | 0                    | 0                    | 20       | 4      | 3           | 0          |
| S. Sales           | 24       | 1       | 8           | 0          | 4        | 0        | 1           | 0          | 2                    | 0                    | 0                    | 0                    | 30       | 1      | 9           | 0          |
| F. Salvemini       | 12       | 1       | 3           | 0          | 0        | 0        | 0           | 0          | 0                    | 0                    | 0                    | 0                    | 12       | 1      | 3           | 0          |
| A. Sepe            | 14       | 0       | 2           | 0          | 4        | 0        | 1           | 0          | 2                    | 0                    | 1                    | 0                    | 20       | 0      | 4           | 0          |
| N. Strambelli      | 16       | 1       | 5           | 0          | 0        | 0        | 0           | 0          | 3                    | 0                    | 0                    | 0                    | 19       | 1      | 5           | 0          |

## Giovanili
Il settore giovanile del Potenza Calcio partecipa in questa stagione ai campionati Berretti, Under-15 ed Under-17 organizzati dalla Lega Italiana Calcio Professionistico.